# Opus sectile

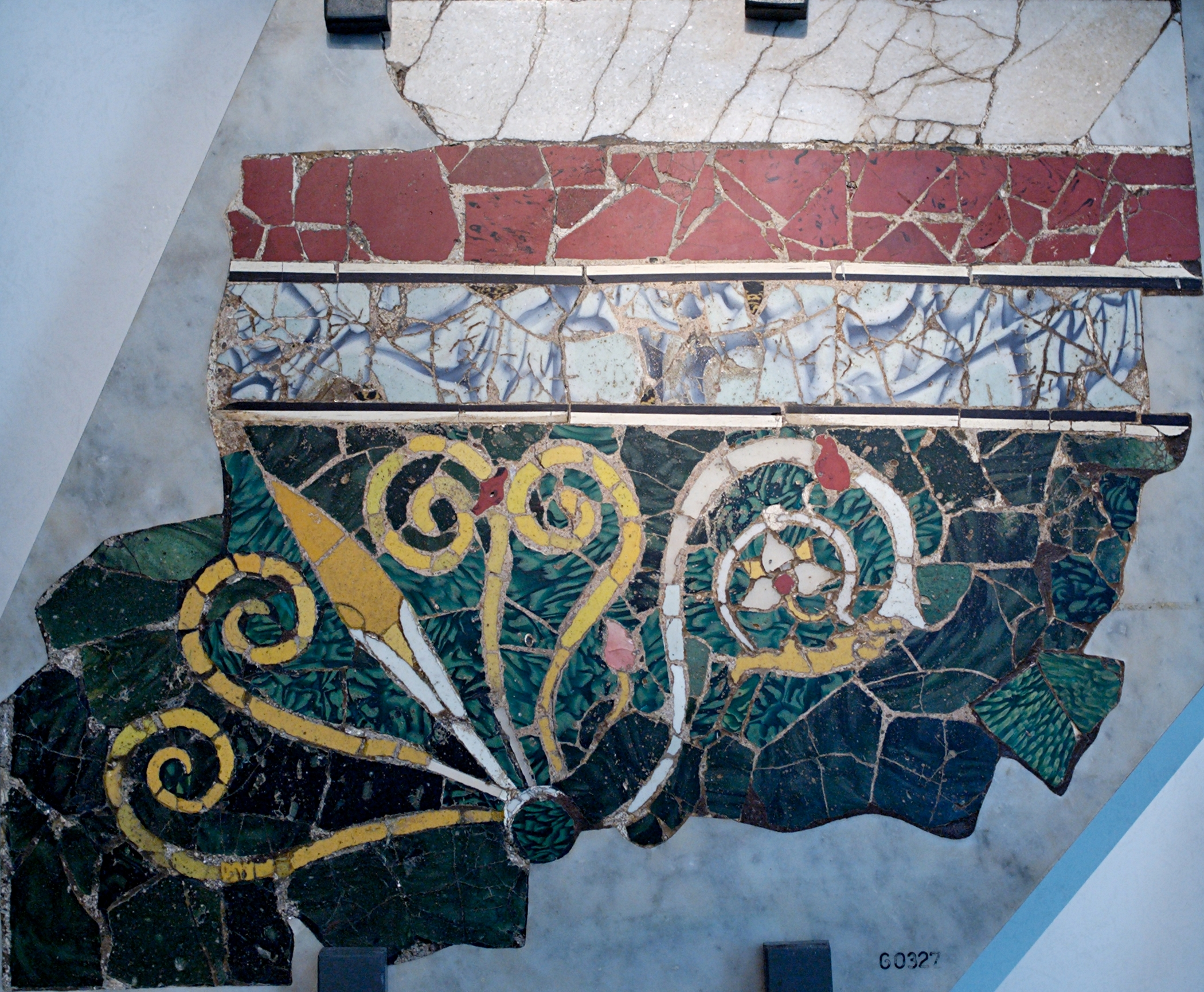
Een vegetaal patroon in opus sectile (Museo Nazionale Romano).

Opus sectile verwijst naar een inlegwerktechniek die erg populair was in het oude Rome, waarbij stukken van verschillende materialen werden uitgesneden en ingelegd in wanden en vloeren om een afbeelding of patroon te vormen. De meest gebruikte materialen waren marmer, parelmoer en glas. Uit deze materialen werden dunne plaatjes gesneden, gepolijst, en vervolgens verder uitgesneden naargelang het gewenste ontwerp. In tegenstelling tot (sommige andere) mozaïektechnieken, waarbij de plaatsing op stukken van uniforme grootte een ontwerp vormen, zijn opus sectile-stukken veel groter en kunnen grote delen van het ontwerp vormen.

## Oorsprong
Hoewel er vroege voorbeelden zijn gevonden in Egypte en Klein-Azië, dateren de meest prominente overblijfselen uit het 4e-eeuwse Rome. Een aantal opera sectilia uit de basilica van consul Iunius Bassus zijn overgeleverd, met afbeeldingen van een wagen en andere zaken. Opus sectile-ontwerpen bleven in Rome tot in de 6e eeuw populair, en die populariteit zou ook overslaan naar andere gebieden zoals Constantinopel (het huidige Istanboel in Turkije).

## Later gebruik
Hoewel de techniek in Rome uitstierf, bleef hij prominent in gebruik in Byzantijnse kerken, voornamelijk in de vloerontwerpen. De techniek werd ook gebruikt door de Grieken, die hem uiteindelijk in de 12e eeuw zouden terugbrengen naar Italië en Sicilië.